# Конвенција о школовању српских студената на француским универзитетима и учитељским школама
Конвенција о школовању српских студената на француским универзитетима и учитељским школама правни је документ којим је омладини расељеној из Србије током Првог светског рата омогућено да се школује у Француској. Потписали су је тадашњи представници српске и француске владе, Никола Пашић и Огист Боп, дана 28. октобра 1916. године на Крфу. Успостављањем ове конвенције је Просветно одељење, формирано почетком 1916. године у Паризу,  обавезало француске факултете и учитељске школе да приме и српске студенте. Донета је и Уредба о школовању и васпитању српске омладине у Француској, а Министарство просвете ју је одобрило 7. октобра 1917.

## Околности
Почетак XX века и долазак династије Карађорђевића на престо, са краљем Петром Првим, наклоњеним Француској, означио је учвршћивање односа између Француске и Србије. У то време је читава генерација српских интелектуалаца који су студирали у Француској средином XIX века били значајни за ширење француске културе, за шта је значајан податак да је 1905. године четрнаест од четрдесет пет изабраниих професора на Београдском универзитету било школовано у Француској. У време Првог светског рата, Француска је имала важну улогу у помоћи српском народу који је прелазио Албанску голготу пославши најпре војну мисију под командом генерала  Жана де Мондесира са циљем да обавести владу Француске о стању српског народа, затим пружајући помоћ у виду хране и транспорта, упркос отежавању од стране Италије. Решеност представника француске владе, Огиста Бопа, да се помогне Србији, види се у његовим речима забележеним након контакта са Николом Пашићем: „ако се наши пријатељи и савезници, који су толико пута помогли Србији, не удруже како би јој помогли у овом тешком тренутку, катастрофа је неизбежна. Српски народ је учинио све што је могао да учини народ који је желе да се часно бори до краја". Већ у то време, поред других начина прикупљања помоћи и средстава за преживљавање, радило се на омогућавању српској омладини да настави школовање. Како не би пала у ропство, сакупљена је омладина узраста од четрнаест до осамнаест година и бродовима превезена у Француску, док је мањи број послат у Африку, Енглеску, Швајцарску, Грчку или Русију. Међу посланицима у Паризу формирано је посебно одељење са задатком да распореди омладину по местима где ће се школовати, и на чело одељења постављен је тадашњи председник Српске краљевске академије, Јован Жујовић. У Паризу је 7. децембра 1915. године формиран Универзитетски одбор за српску омладину, који је пружио велику помоћ српским ђацима.

## Правне одлуке у периоду 1916 – 1920
Српски политичари, укључујући и чланове Министарства просвете и црквених послова, били су принуђени да напусте Србију и, преко Призрена и Солуна, дођу на Крф у јануару 1916. године. Тамо је успостављено привремено седиште српске владе. Одлуком  донетом 5. марта 1916. Жујовић је постављен на позицију шефа просветног одељења у Паризу. Министар просвете Љубомир Давидовић је 31. марта 1916.  написао молбу министру војном како би студенте и ђаке који у дато време нису учествовали у борби ослободио војне обавезе и препусте Министарству просвете како би им помогло да наставе школовање. Предлог је прихваћен 9. маја. 1916. и до краја 1917. године отпуштено је још 300 војника. Како је било потешкоћа у организацији школовања српске омладине у Француској, које су се тицале курсева француског језика и усклађивања наставног програма с претходно пређеним градивом, потписана је Конвенција о школовању српских студената универзитета и ученика и ученица учитељских школа у Француској, не би ли регулисала дате проблеме.  На основу одлука конвенције, француске мушке и женске учитељске школе биле су у обавези да сваке године приме известан број српских студената. Са студентима би у сваку школу, односно факултет, био послат по један професор, плаћен од стране српске владе, који би предавао српски језик, књижевност и националну историју. Део ученика морао је бити ослобођен трошкова уписа, а Министарство просвете Француске пружало је стипендије марљивим студентима. Уписници су били у обавези да покажу диплому о положеном испиту зрелости у средњој школи, а они који су имали само српску диплому морали су да пруже доказ о довољном познавању француског језика. Одлуку о упису ђака на француске универзитете и учитељске школе потписивали су представник француског Министарства просвете и шеф Просветног одељења Србије. Француски парламент је конвенцију у потпуности прихватио 7. јуна 1917.
Непуних годину дана по потписивању конвенције, донета је Уредба о школовању и васпитању српске омладине у Француској, чији је садржај објављен 31. октобра 1917. године у српским новинама штампаним на Крфу. Уредба је регулисала права и обавезе студената уписаних на француске школе, универзитете, техничке школе и припремне курсеве. Њихово школовање финансирала је француска влада заједно са Министарством просвете Србије. Специфична је била организација образовања техничара, који су упућивани на Школу за мостове и путеве (École des ponts et chaussées) или Школу за уметност и занате (École centrale des arts et manufactures), затим би, након положеног бакалореата били послати на двогодишњи течај математике у лицејама интернатског типа. Хуманитарно друштво „Српски народ у Француској" финансирало је образовање једног броја техничара. Српска омладина старија од осамнаести година, чије је гимназијско образовање прекинуто на период од неколико година, била је упућена на српске гимназије у Ници и Болијеу како би завршила започето средњошколско образовање.
Године 1920. потписана је Школска конвенција у Паризу, којом је предвиђено успостављање блиских интелектуалних веза и универзитетских сарадњи између Француске и Србије.
Српска влада је припремила стипендију за 547 српских студената који су се школовали у иностранству. Родитељи су потписивали обавезу о прихватању услова за школовање своје деце, а сами студенти потписивали су обавезу о повратку у Србију и раду у служби своје земље, као замену за враћање новца.

## Последице српско-француских односа у међуратном периоду
У периоду након Првог светског рата наставило се школовање српских студената на француским универзитетима. Године 1935. општина града Марсеја је установила стипендију „Александар Југословенски" у износу од 10000 франака, којом је сваке школске године награђивала најбољег студента са подручја Југославије. По петоро студената из Француске послато је током 1936. и 1937. године школовање на југословенским универзитетима, добивши стипендију у износу од 2500 динара. У то време, многи професори са југословенског подручја почели су да предају на француским универзитетима.
Подстицало се и учење француског језика у Србији. Иако се настава страних језика није организовала у основним школама међуратном периоду, министар просвете је 1930. године одобрио иницијативу Друштва пријатеља Француске. чиме су почели да се организују курсеви француског језика у основним и средњим школама. Од 1927. године почели су да се отварају француски институти и клубови на територији Србије.